# Steinbrücker Teich
Der Steinbrücker Teich ist ein kleines, künstliches Stillgewässer in Darmstadt, Hessen.

## Geographie
Der Steinbrücker Teich liegt im Oberwald südlich des Jagdschlosses Kranichstein.
Gespeist wird der Teich durch den Ruthsenbach.

## Geschichte und Beschreibung
Benannt wurde der Teich nach der alten Steinbrücke über den Ruthsenbach.
Der Steinbrücker Teich wurde wahrscheinlich unter der Regentschaft des Landgrafen Georg I. durch Stauen des Ruthsenbachs angelegt.
Landgraf Georg I. begann mit der systematischen Teichwirtschaft.
Den Landesherren half die Fischzucht bei der Versorgung ihrer großen Haushalte.
Der ca. 3 Hektar große Teich ist an der tiefsten Stelle ca. 1,5 Meter tief; und wird nach Süden hin flacher.
Der Steinbrücker Teich ist ringsum von Wald umgeben.
Auf der Nordseite befindet sich die Dieburger Straße und zwei Stauwehre.
Auf der Ostseite und der Westseite befinden sich Waldwiesen.
An der Südseite befindet sich ein sumpfartiger Bereich.
In früheren Zeiten diente der Teich vor allem der Fischzucht.
Durch den Durchfluss des Ruthsenbaches eignete er sich gut als Fischgewässer.
Im Jahre 1826 war der Teich vollständig versumpft und wurde als Wiese verpachtet.
Im Jahre 1901 wurde an der Stelle des alten Forsthauses das Ausflugsrestaurant Oberwaldhaus erbaut.
1904 wurde der Steinbrücker Teich wieder hergestellt.
Im Jahre 1967 wurde das Wiesengelände am Teich zu einem Freizeit- und Erholungszentrum umgestaltet.
In den 2010er-Jahren wurde der Teich entschlammt und die Uferzone restauriert.
Heute dient der Steinbrücker Teich auch als Regenrückhaltebecken.

## Flora und Fauna

### Fauna
Im Teich kommen Hechte, Zander, Welse, Flussbarsche, Karpfen, Schleien, Rotaugen, Rotfedern, Döbel, Moderlieschen und Bitterlinge sowie Kamberkrebse, Große Teich-, Gemeine Teich- und Malermuscheln vor.
Seit dem Jahr 2015 siedeln auch Nutrias im Steinbrücker Teich.

### Flora
Der Steinbrücker Teich ist von Mischwald umgeben. Am Ostufer und am Westufer befinden sich Wiesen.

## Wandern
Der Steinbrücker Teich ist Ausgangs- und Durchgangspunkt mehrerer Wanderwege.

## Bildergalerie

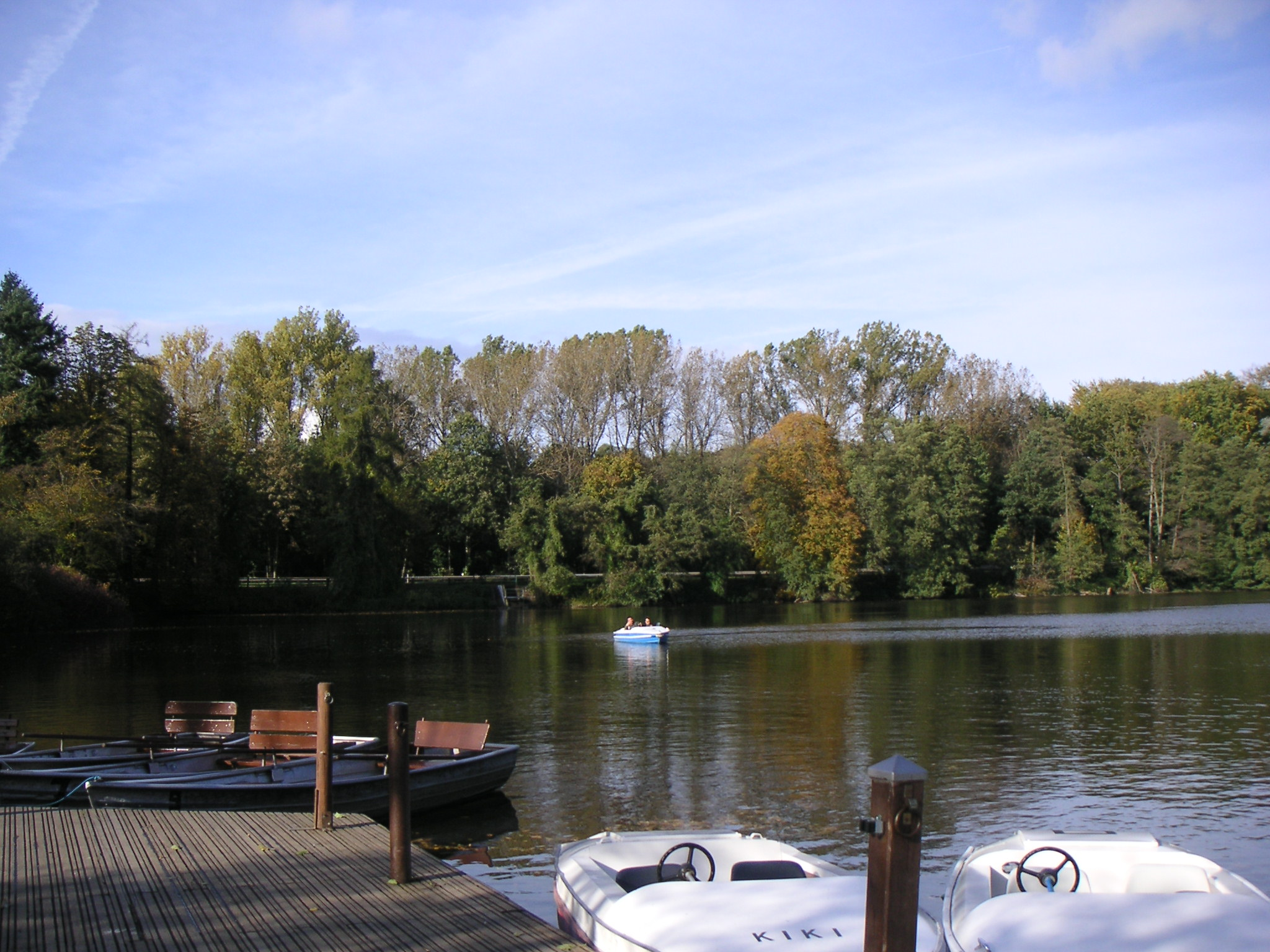
Steinbrücker Teich (2006)
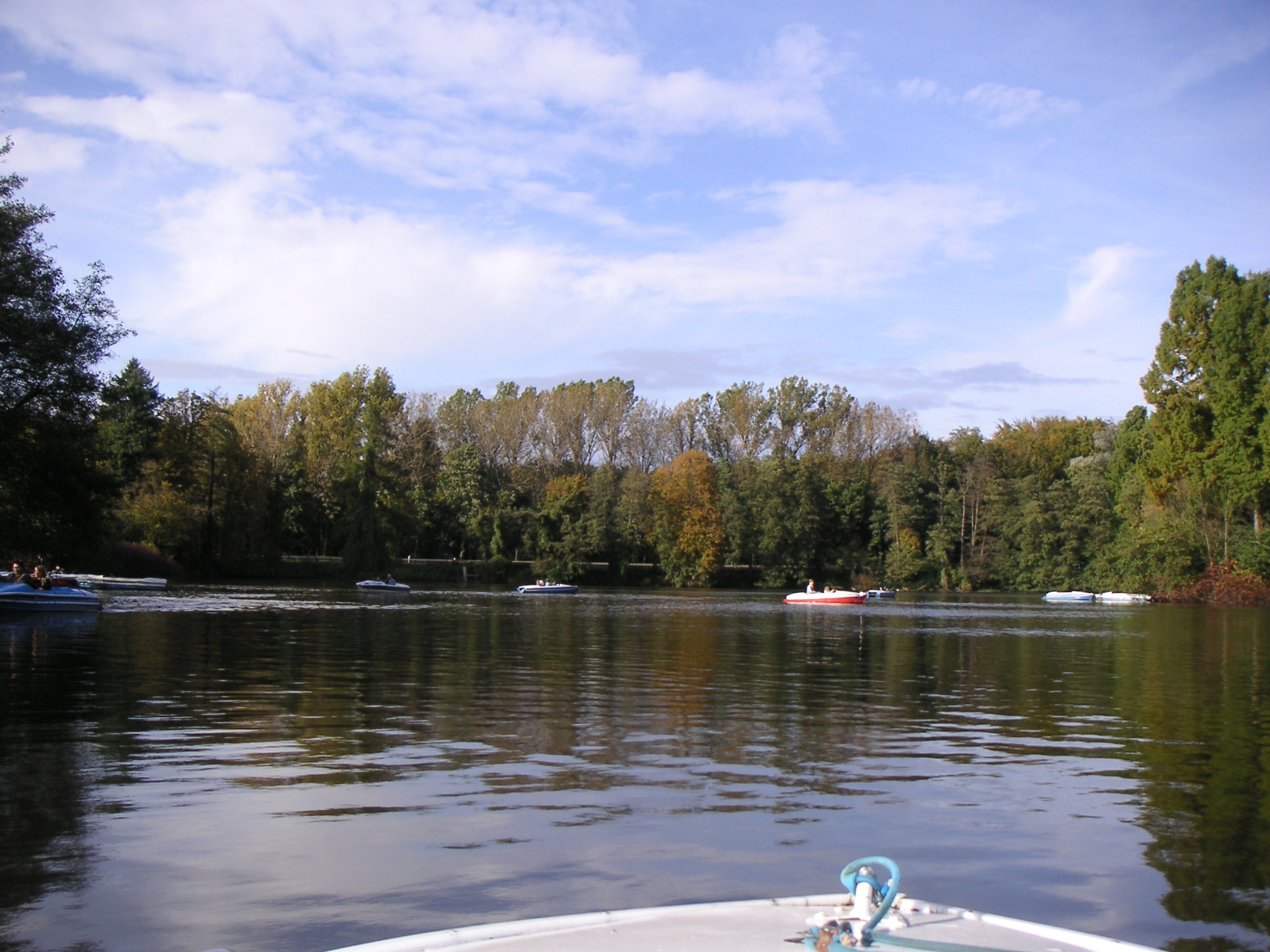
Steinbrücker Teich (2006)
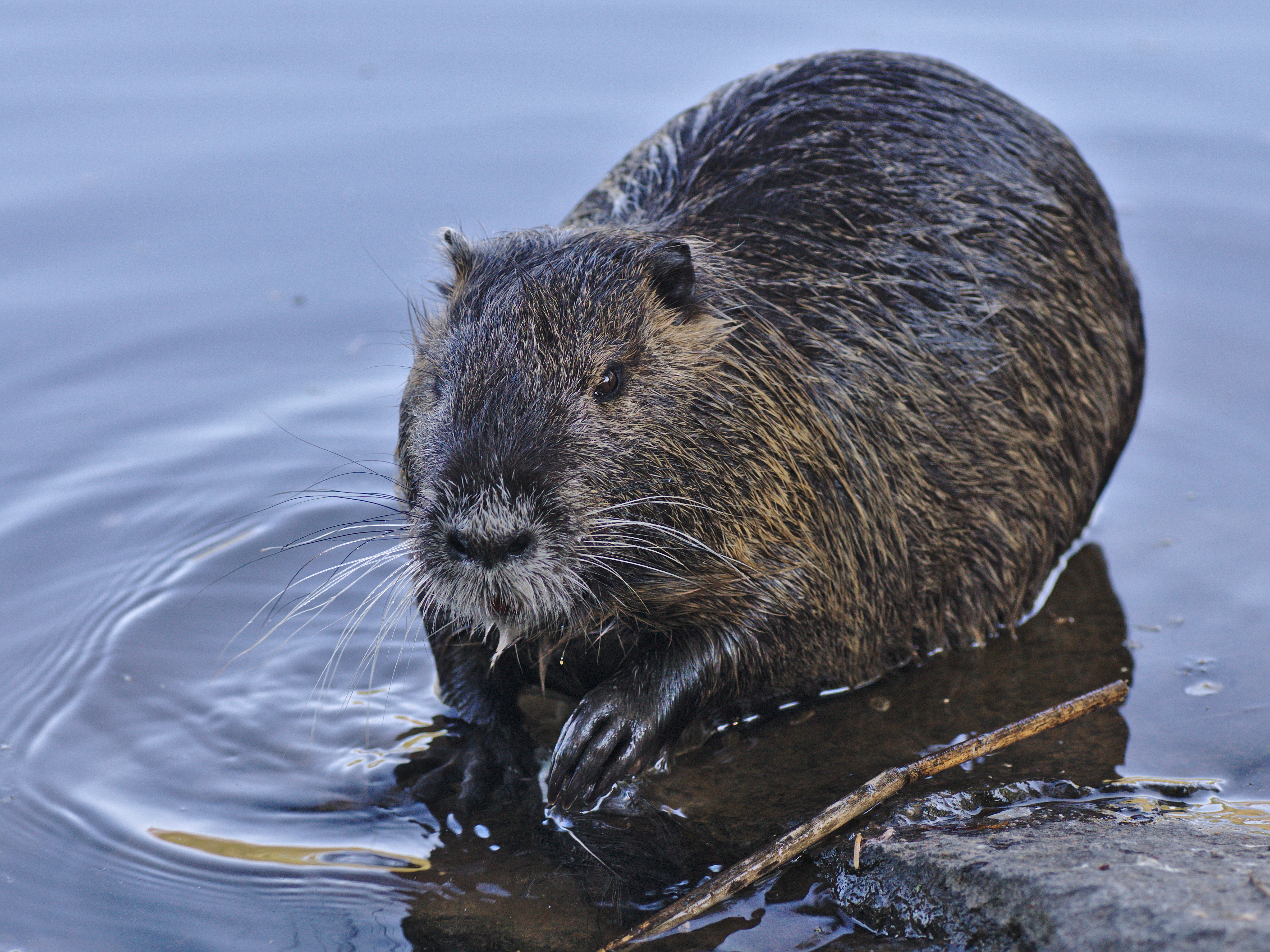
Nutria (2016)